# Jr. Walker
Jr. Walker, auch Junior Walker, eigentlich Autrey DeWalt Mixon (* 14. Juni 1931 in Blytheville, Arkansas; † 23. November 1995 in Battle Creek, Michigan) war ein US-amerikanischer Tenorsaxophonist.

## Leben
Mit seiner Band Jr. Walker and the All-Stars war er der einzige bei dem stilbildenden Soul-Label Motown Records unter Vertrag stehende Instrumentalmusiker, der bei dieser (ansonsten ausschließlich für ihre Sänger berühmten) Firma Aufnahmen unter eigenem Namen einspielen konnte. Der größte Erfolg der Band Jr. Walker and the All-Stars war ihr Erstling Shotgun, der im Jahr 1965 Platz 1 der Billboard R&B-Charts erreichte. Im weiteren Verlauf der 1960er Jahre konnte die Band einige kommerziell ähnlich erfolgreiche „Party-Hits“ lancieren, darunter eigene Stücke wie I'm A Road Runner (1966), aber auch Coverversionen von beliebten Motown-Sängern wie Marvin Gaye, etwa How Sweet It Is (To Be Loved By You), ebenfalls aus dem Jahr 1966.
Die All Stars waren – abgesehen von den Anfangsjahren, die nicht auf Tonträger dokumentiert sind – keine Band mit fester Besetzung, sondern sie setzten sich aus verschiedenen, bei der jeweiligen Session verfügbaren Studiomusikern von Motown zusammen. So spielt beispielsweise auf der Einspielung von Shotgun der erst posthum zu weltweitem Ruhm gelangte Bassist James Jamerson.
Jr. Walkers bekanntestes Solo ist jedoch nicht auf einer seiner eigenen Produktionen zu hören: 1981 spielte er (angeblich als sogenannten First Take und ohne mit dem übrigen Stück vertraut zu sein) eine kurze Studiositzung für den Gitarristen und spiritus rector der britisch-amerikanischen Band Foreigner, nämlich Mick Jones, deren Resultat kurze Zeit später als Teil des Songs Urgent um die Welt ging. Von Kollegen wie David Sanborn und Grover Washington, Jr. wurden diese 16 Takte als eines der bedeutendsten Saxophon-Soli im Pop- und Rock-Bereich gewürdigt.

## Diskografie

### Alben
| Jahr | Titel                                 | Höchstplatzierung, Gesamtwochen, AuszeichnungChartplatzierungen (Jahr, Titel, Platzierungen, Wochen, Auszeichnungen, Anmerkungen) | Höchstplatzierung, Gesamtwochen, AuszeichnungChartplatzierungen (Jahr, Titel, Platzierungen, Wochen, Auszeichnungen, Anmerkungen) | Anmerkungen |
| Jahr | Titel                                 | US | R&B | Anmerkungen |
| ---- | ------------------------------------- | --- | --- | ----------- |
| 1965 | Shotgun                               | US108 (35 Wo.)US | R&B1 (22 Wo.)R&B |             |
| 1966 | Soul Session                          | US130 (7 Wo.)US | R&B7 (10 Wo.)R&B |             |
| 1966 | Road Runner                           | US64 (13 Wo.)US | R&B6 (18 Wo.)R&B |             |
| 1967 | "Live!"                               | US119 (11 Wo.)US | R&B22 (6 Wo.)R&B |             |
| 1969 | Home Cookin’                          | US172 (4 Wo.)US | R&B26 (8 Wo.)R&B |             |
| 1969 | Greatest Hits                         | US43 (18 Wo.)US | R&B19 (23 Wo.)R&B |             |
| 1970 | What Does It Take To Win Your Love    | US92 (22 Wo.)US | R&B12 (21 Wo.)R&B |             |
| 1970 | Jr. Walker & The All Stars Live       | — | R&B22 (15 Wo.)R&B |             |
| 1970 | A Gasssss                             | US110 (5 Wo.)US | R&B28 (9 Wo.)R&B |             |
| 1971 | Rainbow Funk                          | US91 (14 Wo.)US | R&B12 (17 Wo.)R&B |             |
| 1971 | Moody Jr.                             | US142 (16 Wo.)US | R&B22 (20 Wo.)R&B |             |
| 1973 | Hot Shot                              | — | R&B45 (4 Wo.)R&B |             |
| 1976 | Peace & Understanding Is Hard To Find | — | R&B47 (5 Wo.)R&B |             |

Weitere Alben
- These Eyes
- 1969: Gotta Hold on to This Feeling
- Greatest Hits Vol 2
- 1974: Anthology
- 1976: Sax Appeal
- 1977: Whopper Bopper Show Stopper
- 1978: Smooth
- 1979: Back Street Boogie
- 1983: Blow the House Down

### Singles
| Jahr | Titel Album                                                      | Höchstplatzierung, Gesamtwochen, AuszeichnungChartplatzierungen (Jahr, Titel, Album, Platzierungen, Wochen, Auszeichnungen, Anmerkungen) | Höchstplatzierung, Gesamtwochen, AuszeichnungChartplatzierungen (Jahr, Titel, Album, Platzierungen, Wochen, Auszeichnungen, Anmerkungen) | Höchstplatzierung, Gesamtwochen, AuszeichnungChartplatzierungen (Jahr, Titel, Album, Platzierungen, Wochen, Auszeichnungen, Anmerkungen) | Anmerkungen             |
| Jahr | Titel Album                                                      | UK | US | R&B | Anmerkungen             |
| ---- | ---------------------------------------------------------------- | --- | --- | --- | ----------------------- |
| 1962 | Cleo’s Mood Shotgun                                              | — | US50 (6 Wo.)US | R&B14 (7 Wo.)R&B | Charteinstieg erst 1966 |
| 1965 | Shotgun                                                          | — | US4 (14 Wo.)US | R&B1 (17 Wo.)R&B |                         |
| 1965 | Do the Boomerang Shotgun                                         | — | US36 (7 Wo.)US | R&B10 (9 Wo.)R&B |                         |
| 1965 | Shake and Fingerpop Shotgun                                      | — | US29 (8 Wo.)US | R&B7 (13 Wo.)R&B |                         |
| 1965 | Cleo’s Back Shotgun                                              | — | US43 (8 Wo.)US | R&B7 (14 Wo.)R&B |                         |
| 1966 | (I’m a) Road Runner Shotgun                                      | UK12 (12 Wo.)UK | US20 (12 Wo.)US | R&B4 (14 Wo.)R&B |                         |
| 1966 | How Sweet It Is (To Be Loved by You) Road Runner                 | UK22 (10 Wo.)UK | US18 (11 Wo.)US | R&B3 (14 Wo.)R&B |                         |
| 1966 | Money (That’s What I Want), Pt.1 Road Runner                     | — | US52 (6 Wo.)US | R&B35 (4 Wo.)R&B |                         |
| 1967 | Pucker Up Buttercup Road Runner                                  | — | US31 (8 Wo.)US | R&B11 (8 Wo.)R&B |                         |
| 1967 | Shoot Your Shot Shotgun                                          | — | US44 (7 Wo.)US | R&B33 (3 Wo.)R&B |                         |
| 1967 | Come See About Me Home Cookin’                                   | — | US24 (11 Wo.)US | R&B8 (12 Wo.)R&B |                         |
| 1968 | Hip City, Pt. 2 Home Cookin’                                     | — | US31 (11 Wo.)US | R&B7 (12 Wo.)R&B |                         |
| 1968 | Home Cookin’                                                     | — | US42 (6 Wo.)US | R&B19 (5 Wo.)R&B |                         |
| 1969 | What Does It Take (To Win Your Love) Home Cookin’                | UK13 (12 Wo.)UK | US4 (16 Wo.)US | R&B1 (16 Wo.)R&B |                         |
| 1969 | These Eyes What Does It Take to Win Your Love                    | — | US16 (13 Wo.)US | R&B3 (12 Wo.)R&B |                         |
| 1970 | Gotta Hold On to This Feeling What Does It Take to Win Your Love | — | US21 (10 Wo.)US | R&B2 (10 Wo.)R&B |                         |
| 1970 | Do You See My Love (For You Growing) A Gasssss                   | — | US32 (10 Wo.)US | R&B3 (12 Wo.)R&B |                         |
| 1970 | Holly Holy A Gasssss                                             | — | US75 (5 Wo.)US | R&B33 (4 Wo.)R&B |                         |
| 1970 | Carry Your Own Load A Gasssss                                    | — | — | R&B50 (1 Wo.)R&B |                         |
| 1971 | Take Me Girl, I’m Ready Rainbow Funk                             | UK16 (9 Wo.)UK | US50 (9 Wo.)US | R&B18 (9 Wo.)R&B |                         |
| 1971 | Way Back Home Rainbow Funk                                       | UK35 (5 Wo.)UK | US52 (9 Wo.)US | R&B24 (10 Wo.)R&B |                         |
| 1972 | Walk in the Night Moody Jr.                                      | UK16 (11 Wo.)UK | US46 (12 Wo.)US | R&B10 (10 Wo.)R&B |                         |
| 1973 | Gimme That Beat (Part 1) Peace & Understanding Is Hard to Find   | — | — | R&B50 (2 Wo.)R&B |                         |
| 1979 | Wishing on a Star Back Street Boogie                             | — | — | R&B89 (2 Wo.)R&B |                         |

Weitere Singles
- 1962: Twist Lackawanna
- 1963: Good Rockin’
- 1964: Satan’s Blues
- 1972: Groove Thang
- 1973: I Don’t Need No Reason
- 1973: Peace and Understanding (Is Hard to Find)
- 1974: Dancin’ Like They Do on Soul Train
- 1976: I’m So Glad
- 1976: You Ain’t No Ordinary Woman
- 1977: Hard Love
- 1979: Back Street Boogie
- 1983: Blow the House Down